# Cardiastethus fasciiventris

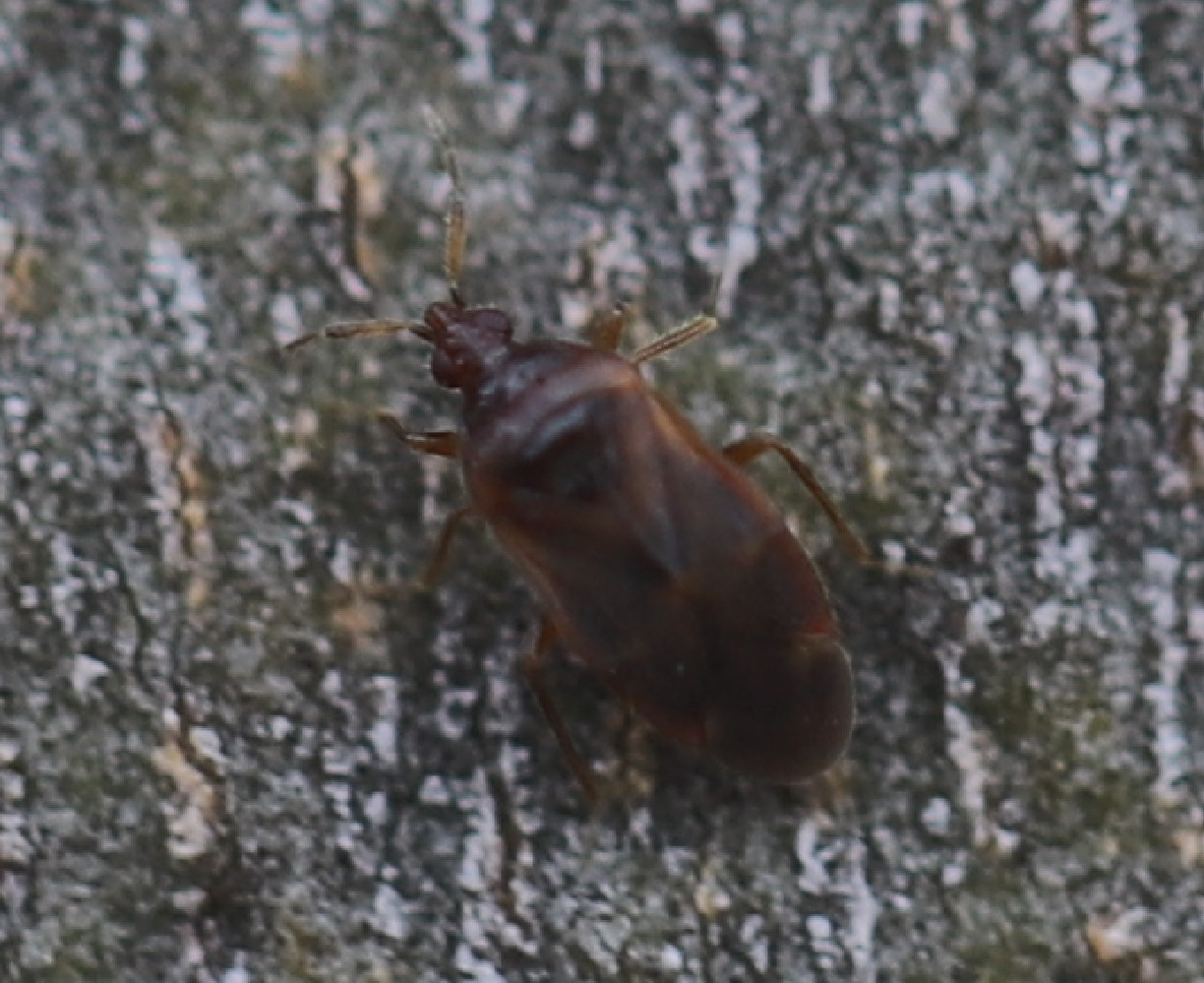
Cardiastethus fasciiventris Mitte November am Stamm einer Platane in Nordbaden

Cardiastethus fasciiventris ist eine Wanze aus der Familie der Blumenwanzen (Anthocoridae). Sie ist die einzige Art ihrer Gattung in Mitteleuropa. Die Erstbeschreibung als Triphleps fasciiventris im Jahr 1869 geht auf den italienischen Entomologen Antonio Garbiglietti zurück. Das lateinische Art-Epitheton bedeutet in etwa „mit gestreiftem Bauch oder Körper“.

## Merkmale
Die ovalförmigen Wanzen werden 2,3 bis 2,7 Millimeter lang. Sie sind überwiegend orange-braun gefärbt. Das zweite Fühlerglied ist größtenteils oder vollständig hellgelb gefärbt. Der Clavus weist keine Punktierung auf und ist mit hellen Härchen bedeckt. Am Innenrand der vorderen Tibien der männlichen Wanzen befinden sich 25–30 feine Dörnchen. Die Paramere (äußere Geschlechtsorgane) der Männchen sind viertelkreisförmig gewölbt.

## Verbreitung
Die Art ist im westlichen Europa und in Nordafrika verbreitet. Das Verbreitungsgebiet reicht vom Nordosten der Iberischen Halbinsel über Frankreich und den Benelux bis nach Österreich. Im Norden sind Funde aus Südschweden, Dänemark, Süd- und Mittelengland sowie Wales bekannt. Weiterhin wurde die Art an der Côte d’Azur, auf Korsika und auf Mallorca nachgewiesen. In Deutschland war die Art Mitte der 2000er Jahre nur im Südwesten in den Bundesländern Baden-Württemberg und Rheinland-Pfalz bekannt, in Österreich zu jener Zeit seit Kurzem nur aus der Steiermark. Mittlerweile gibt es Funde in weiteren Bundesländern, beispielsweise seit dem Jahr 2019 aus Berlin.

## Lebensweise
Die Wanzen leben an verschiedenen Bäumen und Sträuchern. In Mitteleuropa findet man sie hauptsächlich an Nadelhölzern wie Kiefern, an Weißdorn, Schlehe und Besenginster. Im Mittelmeerraum leben die Wanzen auch an Tamarisken, Eichen, Pistazien und Obstbäumen. Die räuberische Art ernährt sich von Rindenläusen (Lachninae) und Staubläusen (Psocodea) sowie von anderen Kleininsekten und Gliederfüßern. Die Jungnymphen saugen auch an Pollen. Die Larven treten in der Zeit von Juni bis August auf, während die adulten Wanzen das ganze Jahr über angetroffen werden. Letztere überwintern unter der Borke von Bäumen oder in der Streuschicht. Man geht davon aus, dass die Art univoltin ist.